# Schweizer Bilderchroniken

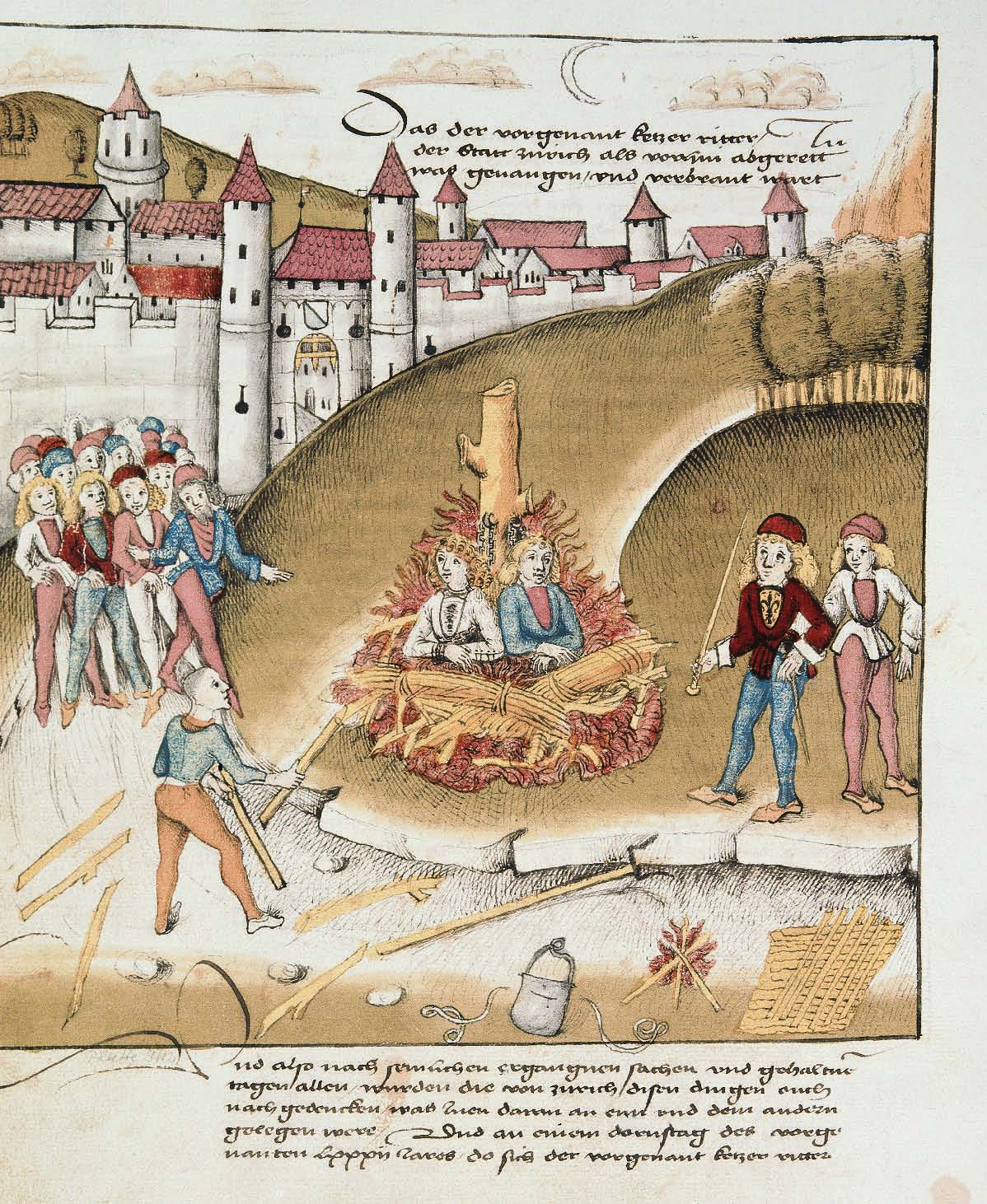
Verbrennung des Ritters von Hohenberg mit seinem Knecht vor Zürich wegen Sodomie (Berner Chronik)

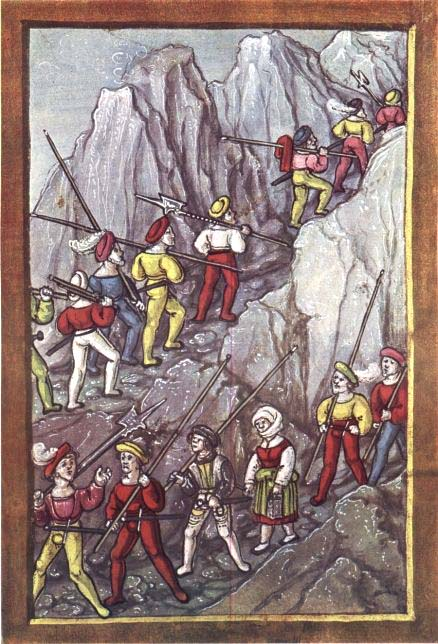
Schweizer Reisläufer überqueren die Alpen (Luzerner Schilling)

Die Schweizer Bilderchroniken sind eine Gruppe von Pergament- und Papierhandschriften aus dem späten 15. und dem frühen 16. Jahrhundert, die das Erstarken, die militärischen Erfolge und den Aufstieg der Eidgenossenschaft zu einer politischen Macht in Europa für die urbane Elite dokumentieren – sie sind „eine Quelle des schweizerischen Nationalbewusstseins.“ Für die Herstellung wurde auf die längst bekannten Techniken von Buchdruck und Holzschnitt verzichtet und die Handschriften wurden als grosse Kostbarkeiten gehortet.

## Geschichte
Der Vorläufer dieser Chroniken ist die im Original verlorene, im Jahre 1420 in Auftrag gegebene Berner Chronik des Ratsschreibers Konrad Justinger, die Ereignisse bis 1423 behandelt. Die späteren Chronisten übernahmen Justingers Schilderungen meist beinahe wörtlich. Eine Abschrift ist in Jena erhalten, die Raum für Abbildungen auszusparen scheint, so dass es möglich ist, dass bereits Justingers Chronik unter die Bilderchroniken zu zählen wäre.
Die älteste erhaltene Bilderchronik ist die Tschachtlanchronik von 1470 der Berner Ratsherren Benedict Tschachtlan und Heinrich Dittlinger, eine Papierhandschrift mit 230 Abbildungen, heute aufbewahrt in der Zentralbibliothek Zürich. Für die Zeit nach 1423 stützt sie sich auf die Chronik des Schwyzers Hans Fründ (für die Zeit des Alten Zürichkriegs) sowie wahrscheinlich auf ein frühes Werk des älteren Diebold Schilling, der seit 1460 in Bern anwesend war. Von den 230 Abbildungen der Tschachtlanchronik stellen 200 Kriegsszenen dar, teilweise mit ermüdender Monotonie.
Die Berner Chronik von Diebold Schilling dem Älteren wurde wahrscheinlich 1474 in Auftrag gegeben, um die ungeheuerlichen Ereignisse der Burgunderkriege zu dokumentieren. Die Spiezer Chronik entstand im Anschluss an die Amtliche Chronik und enthält eine gekürzte Textfassung. Die Grosse Burgunderchronik des älteren Schilling wird heute in der Zentralbibliothek Zürich aufbewahrt. Sie basiert möglicherweise auf einer unzensurierten Version der Amtlichen Chronik und ist erweitert um die Jahre 1480–1484.
Diebold Schilling der Jüngere war der Sohn von Hans Schilling und Neffe des älteren Diebold. Seine Chronik, die Luzerner Chronik, präsentierte er dem Rat der Stadt Luzern am 15. Januar 1513. Politisch steht der jüngere Schilling seinem Onkel diametral gegenüber, er prangert die franzosenfreundliche Politik der Eidgenossen, speziell der Berner, und der gedruckten Chronik des Luzerners Petermann Etterlin von 1507 an und tendiert stattdessen in die Nähe des Habsburgers Maximilian, der ihn 1507 persönlich zum Reichstag nach Konstanz einlud. Etwa 30 Prozent der Abbildungen berichten auch über «Vermischtes» wie Verbrechen, Unglücksfälle und Magie.
Die Eidgenössische Chronik, die jüngste der Schweizer Bilderchroniken, entstand um 1502 und stammt vom Bremgartner Chronisten Werner Schodoler. Seine Quellen sind vor allem der Berner Schilling und Etterlins gedruckte Chronik. Eigenständiges berichtet er für die Zeit nach 1511, seine Schilderung der Italienischen Kriege beruht wahrscheinlich auf eigener Anschauung.
Als Nachzügler können die Sammlungen von Christoph Silberysen (1576) und von Johann Jakob Wick («Wickiana», 1587) angesehen werden. Eine erfolgreiche Übertragung der Tradition der Bilderchroniken in den Druck gelang Johannes Stumpf (1547/1548).

## Übersichtstabelle der Schweizer Bilderchroniken
Als Schweizer-Bilderchroniken wurden in die nachfolgende Übersicht handschriftliche Chroniken Schweizer Herkunft eingetragen, die eine Vielzahl von Illustrationen aufweisen. Die Liste übernimmt die Chroniken, die Carl Pfaff im Historischen Lexikon der Schweiz aufführt.
| Chronist                                  | Chronik                                                         | Zeitspanne           | Anmerkungen                         | erstellt  |
| ----------------------------------------- | --------------------------------------------------------------- | -------------------- | ----------------------------------- | --------- |
| Benedikt Tschachtlan, Heinrich Dittlinger | Tschachtlanchronik oder Berner Chronik des Benedikt Tschachtlan | 1191 bis 1470        | 230 Farbabbildungen                 | 1470      |
| Diebold Schilling der Ältere              | Berner Chronik; auch Amtliche Berner Chronik                    | 1191 bis 1483        | 3 Bände                             | 1483      |
| Diebold Schilling der Ältere              | Spiezer Chronik; Kurzfassung der Berner Chronik                 | 1152 bis 1465        | 340 Bilder                          | 1484      |
| Diebold Schilling der Ältere              | Grosse Burgunderchronik (auch Zürcher Schilling genannt)        | 1466 bis 1484        | 199 aquarellierten Federzeichnungen | 1486      |
| Gerold Edlibach                           | Zürcher Chronik oder Zürcher- und Schweizerchronik              | 1431 bis 1530        | basiert auf der Berner Chronik      | 1485/86   |
| Diebold Schilling der Jüngere             | Luzerner Chronik                                                | 503 bis 1509         | Beschreibung                        | 1511–1513 |
| Werner Schodoler                          | Eidgenössische Chronik                                          | bis 1480             | 3 Bände; Beschreibungen             | 1514/1515 |
| Christoph Silberysen                      | Chronicon Helvetiae                                             | 100 v. Chr. bis 1515 | Beschreibungen                      | 1576      |
| Johann Jakob Wick                         | Wickiana                                                        | 1559 bis 1588        | Nachrichtensammlung in 24 Bänden    | 1559–1587 |